# Автомат заряджання
Автомат заряджання (скор. АЗ; також механізм заряджання, МЗ) — механізм артилерійських систем середнього і великого калібрів, який здійснює процес перезаряджання. Такі механізми часто застосовуються для корабельних, берегових, танкових гармат, гармат самохідних артилерійських установок тощо.

## Бронетехніка

### Історія
Від початку танкові гармати заряджали вручну, що забезпечував один із членів екіпажу, зазвичай, заряджальник. Дослідження АЗ розпочалось під час Другої світової війни в Німеччині та США, причому остання навіть виготовила 1945 року прототип середнього танка T22E1 з 75-мм гарматою з автоматичним заряджанням. Подальші дослідження в США відбувались і надалі, однак першим серійним танком з напівавтоматичним заряджанням став французький легкий танк AMX-13, перший прототип якого виготовили 1950 року. Наступною віхою була поява 1961 року шведського безбаштового Strv 103, що став першим серійним танком із повністю автоматичним заряджанням.
Упродовж 1960-х США спільно з Німеччиною розробляли MBT-70, що мав отримати 152-мм гармату з автоматичним заряджанням, однак він залишився дослідним зразком. Натомість в СРСР було прийнято на озброєння БМП-1 з автоматичною 73-мм гарматою 2А28 «Гром», а пізніше — основний бойовий танк Т-64, що став першим серійним танком з обертовою баштою та повністю автоматичним заряджанням. Надалі АЗ став характерною рисою радянського й пострадянського танкобудування та був запроваджений на всіх основних бойових танках, розроблених після Т-64: Т-72, Т-80, Т-84, Т-90, БМ «Оплот» тощо.[джерело?]
Протягом кінця 1960-х — 1980-х західні країни розробляли власні зразки з АЗ. Такі розробки мали Велика Британія, Німеччина, Швеція та США, однак ці зразки не вийшли зі стадії проєктів або дослідних зразків. Такими були, зокрема, британський COMRES 75 (1965), німецький VT-1 (1970-ті), американські Rapid Deployment Force Light Tank (1980-ті) та Tank Test Bed (1985). Деякі з них отримали винесене озброєння, змонтоване окремо від екіпажу. В радянському ХКБМ також були спроби створення танків з ізольованим боєкомплектом, як Т-74 та «Об'єкт 490», однак вони не пішли в серію.
На танках країн Заходу автомати заряджання переважно не встановлювали, надаючи перевагу класичній будові танка з заряджальником. Винятками є французький Leclerc, японський Тип 10 та корейський K2 Black Panther.[джерело?]

### Будова та різновиди

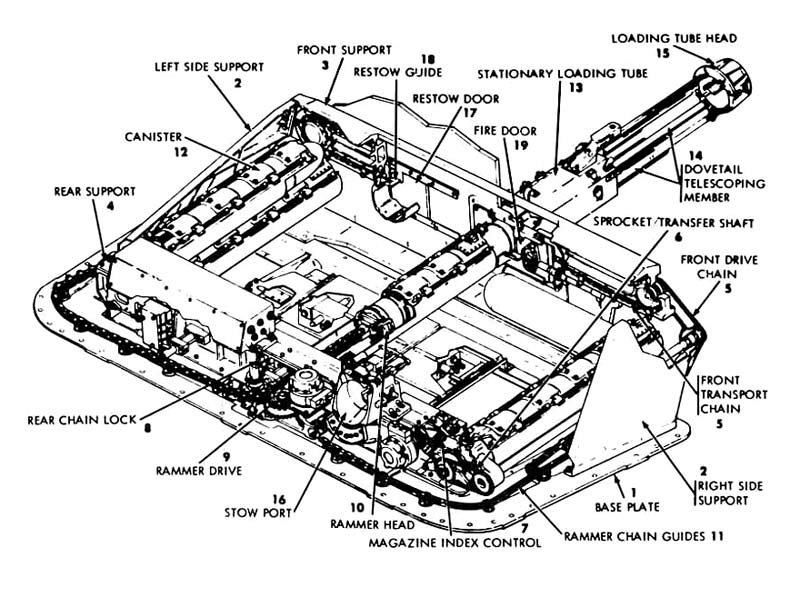
Автомат заряджання експериментального американського танка MBT-70

АЗ можна класифікувати за кількома параметрами.
За ступенями свободи гармати й АЗ відносно одне одного виділяють три конфігурації: гармата нерухома відносно АЗ, гармата рухома вертикально, гармата рухома вертикально та горизонтально. В першому варіанті АЗ нерухомо скріплений з гарматою: це може забезпечуватись хитною баштою, як на AMX-13, або для гармат невеликого калібру — магазинним заряджанням, як на дослідному Begleitpanzer з 57-мм гарматою. Другий варіант передбачає таке встановлення АЗ в башті, за якого гармата рухається у вертикальній площині відносно нього. Такими оснащені радянські та західні ОБТ, причому автомат може розміщуватись як у кошику башти (Т-64, Т-72 та їхні наступники), так і в баштовій ніші (Leclerc, «Тип 10»). Третій варіант використовувався на низці дослідних зразків, як швейцарський NKPz та шведський UDES-19. Обидва мали боєукладку в задній частині корпуса та систему, що подавала снаряд до башти.
Існують два основні способи встановлення механізму заряджання в башті. У радянських ОБТ він розміщений у кошику башти — в тій її частині, що всередині корпусу. Цей тип називають «карусельним». Через обмежений простір заряджання роздільно-гільзове: наприклад, у Т-72 снаряди та метальні заряди розташовані радіально та подаються до гармати підіймальним пристроєм почергово. На Leclerc, «Тип 90», «Тип 10» та дослідних MBT-70 і «Ятагані» механізм називають «касетним», він розташований у баштовій ніші — в її винесеній задній частині. Обидва розташування мають свої переваги та недоліки: боєукладка в ніші розташована вище, тож її легше уразити, однак розташування в кошику башти зменшує внутрішній об'єм і практично унеможливлює відокремлення озброєння від екіпажу, крім варіанту з незалюдненою баштою.
Встановлення автомата заряджання всередині корпуса радянських танків обумовлено тим, що під час Другої світової та арабо-ізраїльських війн більшість влучань у танк припадали на його башту, а тому найкращим місцем для розташування боєкомплекту вважався саме корпус. Однак, на думку дослідника Андрія Тарасенка, в сучасних збройних конфліктах ураження здійснюється рівномірніше з різних проєкцій, тому танк із внутрішнім розташуванням боєкомплекту після пожежі та можливого вибуху боєприпасів буде знищений, натомість танк з винесеним у баштову нішу боєкомплектом може зберегти ремонтопридатність.

### Переваги та недоліки
Однією з потенційних переваг АЗ є висока швидкострільність. Наприклад, 75-мм гармата T22E1 могла забезпечити темп стрільби до 20 пострілів на хвилину, 105-мм на Strv 103 — 15 постр./хв, а 120-мм на Tank Test Bed — 12 постр./хв, що вище за 8—10, досяжних для ручного заряджання гармат такого калібру. На сучасних ОБТ вища швидкострільність не завжди притаманна саме автоматичному заряджанню. Наприклад, M1 Abrams і Leopard 2 можуть досягнути 3—5 секунд на заряджання пострілу в екстремальних обставинах, тоді як за звичайних умов цей час складає 7,5—10 с. Натомість АЗ радянських і пострадянських танків заряджає постріл за час від 5 с на Т-90 до 6,5 с на Т-72 (за даними технічних посібників: 7,1 с на Т-64Б і Т-80Б та 8 с на Т-72А). АЗ в баштових нішах мають вищу швидкострільність: так, у японського «Тип 90» снаряд завантажується за 4—6 с, у французького Leclerc за 6 с. Попри те, що заряджальник може забезпечити велику швидкість кількох пострілів, це не завжди має практичне значення в бою. Але з часом заряджальник втомлюється, тоді як автомат надає приблизно сталий час заряджання.
Іншою перевагою АЗ є можливість використання снарядів з великою масою, які важко підіймати заряджальнику. Це питання почало поставати в 1950-ті, коли для танків розглядали гармати великих калібрів, однак поширення БОПСів і частково горючих гільз разом з припиненням зростання калібру понад 120 мм зменшило цю потребу. Втім, вона знову може виникнути, якщо калібр танкових гармат знову почне збільшуватись. Калібри понад 120 вже вимагатимуть АЗ, і якщо перехід на 130-мм гармати здійсниться, то заряджання має бути автоматичним.
Ще однією перевагою, яку почали визнавати значно пізніше за попередні, стала потреба відгороджувати екіпаж від озброєння. Винесене озброєння може зробити танк важчою ціллю для ураження або убезпечити екіпаж від детонації боєкомплекту.
АЗ замінює собою заряджальника, даючи змогу зменшити екіпаж до трьох чи навіть двох осіб. Таким чином зменшується внутрішній об'єм танка, а разом з ним його розмір і маса. Однак, меншому екіпажу важче обслуговувати свою машину.